# Jemal Yimer
Jemal Yimer Mekonnen (amharisch ጀማል ይመር, * 11. September 1996 in Wällo) ist ein äthiopischer Langstreckenläufer. 2018 wurde er bei den Titelkämpfen in Asaba Afrikameister über 10.000 Meter. Zudem gewann er über 10.000 m die Bronzemedaille bei den Afrikaspielen 2019.

## Frühe Jahre
Jemal Yimer stammt aus dem Süden der Provinz Wällo in Zentral-Äthiopien, wo er in einer Familie von Farmern geboren wurde. Seine Mutter zog ihn zunächst alleine auf, da der Vater im Militär diente. In der Schulzeit begann er mit der Leichtathletik unter der Aufsicht des Trainers Habtemariam Ayehu, mit dessen Hilfe er sich in die Spitze des äthiopischen Läuferteams kämpfte.

## Sportliche Laufbahn
Yimer nimmt seit 2016 an internationalen Wettkämpfen in der Leichtathletik teil. Er tritt neben Straßen- und Crossläufen über die 10.000-Meter-Distanz an. Bei den Afrikameisterschaften in Durban lief er in letztgenannter Disziplin in einer Zeit von 28:08,92 min auf den vierten Platz. Im Frühjahr 2017 trat er bei den Crosslauf-Weltmeisterschaften in Kampala an. Dort belegt er im Erwachsenenrennen über 10 Kilometer ebenfalls den vierten Platz. Im Juli stellte er bei einem Meeting im niederländischen Hengelo seine aktuelle Bestzeit von 26:54,39 min auf und nahm einen Monat später auch an den Weltmeisterschaften in London teil. Dort lief er eine Zeit von 26:56,11 min, die im Ziel den fünften Platz bedeuteten.
2018 feierte Yimer mit seinem Sieg bei den Afrikameisterschaften seinen bislang größten sportlichen Erfolg. Im Oktober trat er im spanischen Valencia im Halbmarathon an. Dabei lief Yimer eine Zeit von 58:33 Min. Dies ist, mit Stand September 2021, die weltweit achtschnellste jemals gelaufene Zeit über diese Strecke. Mit seiner Zeit von 58:33 min belegte er 15 Sekunden hinter Abraham Kiptum, der einen Weltrekord aufstellte, den zweiten Platz und stellte zugleich einen Nationalrekord über diese Distanz auf. Kiptums Ergebnis wurde allerdings im Folgejahr dopingbedingt annulliert. Im Frühjahr 2019 nahm Yimer an den Afrikaspielen in Rabat teil. Dort gewann er in 27:59,02 min die Bronzemedaille.

## Wichtige Wettbewerbe
| Jahr                  | Veranstaltung                 | Ort                   | Platz                 | Disziplin             | Zeit                  |
| Startet für Äthiopien | Startet für Äthiopien         | Startet für Äthiopien | Startet für Äthiopien | Startet für Äthiopien | Startet für Äthiopien |
| --------------------- | ----------------------------- | --------------------- | --------------------- | --------------------- | --------------------- |
| 2016                  | Afrikameisterschaften         | Durban                | 4.                    | 10.000 m              | 28:08,92 min          |
| 2017                  | Crosslauf-Weltmeisterschaften | Kampala               | 4.                    | Erwachsenenrennen     | 28:46 min             |
| 2017                  | Weltmeisterschaften           | London                | 5.                    | 10.000 m              | 26:56,11 min          |
| 2018                  | Afrikameisterschaften         | Asaba                 | 1.                    | 10.000 m              | 29:08,09 min          |
| 2019                  | Afrikaspiele                  | Rabat                 | 3.                    | 10.000 m              | 27:59,02 min          |

## Persönliche Bestleistungen
Freiluft
- 10.000 m: 26:54,39 min, 17. Juli 2019, Hengelo

Straße
- Halbmarathon: 58:33 min, 28. Oktober 2018, Valencia, äthiopischer Rekord
- Marathon: 2:06:08 h, 17. März 2024, Seoul

## Sonstiges
Im März 2019 trat Yimer bei einem Halbmarathon in Manama an, bei dem der Sieger eine Prämie von 100.000 Dollar erhalten sollte, was es zu einem der am höchsten dotierten Rennen im Leichtathletikkalender macht. Yimer sah im Zielsprint schon wie der Sieger aus, verwechselte allerdings eine mit Luftballons verzierte Signalbrücke, rund 50 Meter vor dem Ziel, mit der Ziellinie. Er bejubelte bereits seinen Triumph, als er seinen Irrtum bemerkte, wodurch sich sein Landsmann Abadi Hadis den Sieg sicherte. Für den zweiten Platz erhielt er dennoch 25.000 Dollar.